# Johann Heggenzer von Wasserstelz

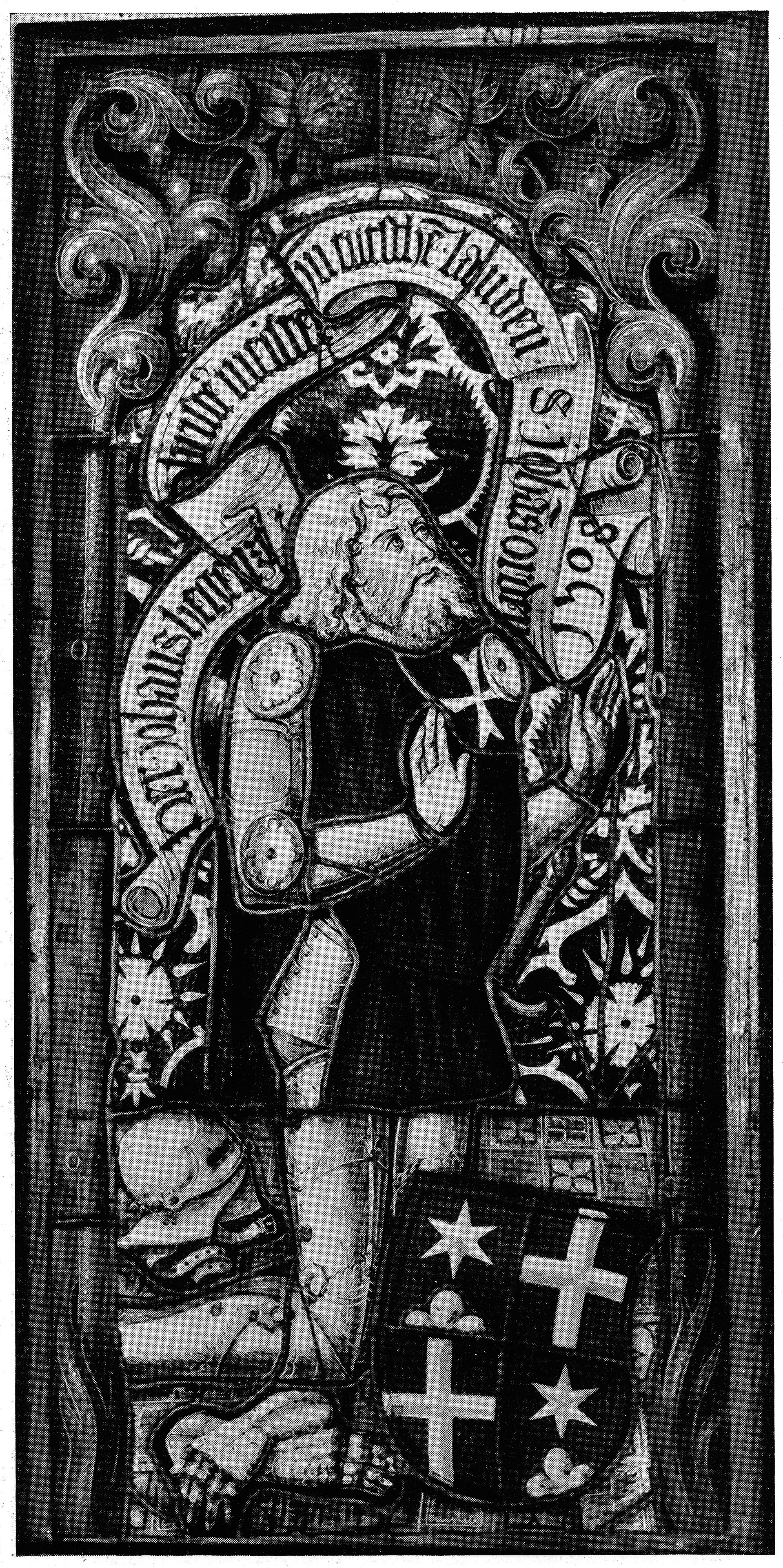
Glasgemälde aus der reformierten Kirche zu Wald (Kanton Zürich). Inschrift auf dem Spruchband: Her・johans hegenzi・obriſtȇ meiſter jn tütſchẽ・landen・S・johãs orden 1508

Johann Heggenzer von Wasserstelz († 1512) war von 1505 bis 1512 Großprior des Johanniterordens in Deutschland. 1503 bis 1505 war er Großbailli.

## Leben und Laufbahn
Johann Heggenzer entstammt dem Schaffhauser Patriziergeschlecht der Heggenzer von Wasserstelz, benannt nach den Burgen Schwarz- und Weisswasserstelz bei Kaiserstuhl (Aargau). 1480 war er bei der Verteidigung von Rhodos gegen die osmanischen Truppen dabei. 1496 ist er als Kommendator von Dorlisheim belegt. Von 1503 bis 1505 war er Großbailli und für die Festungsanlagen auf Rhodos zuständig. 1505 wurde er zum Großprior des Johanniterordens in Deutschland gewählt. Zu diesem Amt erhielt er die Kommenden Bubikon, Leuggern-Klingnau und Wädenswil. 1506 verzichtete er allerdings auf die Kommende Klingnau-Leuggern, die daraufhin auch ihren Status als Prioratskommende verlor. 1507 und 1508 war er außerdem Kommendator in Überlingen. 1507 vereinbarte er als Kommendator von Wädenswil das Burgrecht mit der Stadt Zürich. 1508 hatte er als Kommendator von Bubikon Streit mit seinen Eigenleuten über die Bußen bei Ungenossamen-Ehe und Abzug aus dem Gebiet der Kommende Bubikon, den schließlich der Rat von Zürich entscheiden musste. Auch als Kommendator von Wädenswil hatte er Streit mit seinen Untergebenen wegen der Abgabe von Fastnachtshühnern. 1509 unterstützte er den Bau der Kirche in Wald mit 275 Pfund, er stiftete dort ein Glasfenster für den Chor, das ihn als knienden Ritter darstellt.
Ab etwa 1508 nahm er seinen ständigen Sitz in Heitersheim. Mit ihm wurde Heitersheim zum ständigen Sitz der Großpriore des Johanniterordens in Deutschland. Johann Heggenzer von Wasserstelz starb in Heitersheim in der ersten Jahreshälfte 1512.